# Pioneer P-3
Pioneer P-3 o P 3 (también conocida como Pioneer P-1, Atlas-Able 4 y Pioneer X) fue el nombre de una sonda espacial de la NASA lanzada el 26 de noviembre de 1959 mediante un cohete Atlas y destruida durante el lanzamiento.
La misión de P 3 era situar una sonda con instrumentación científica en órbita lunar para estudiar el entorno Tierra-Luna y desarrollar la tecnología para controlar y maniobrar una sonda lunar desde la Tierra. Llevaba instrumentos y cámaras destinados a estimar la masa de la Luna y la topografía de los polos lunares, registrar la distribución y velocidad de los micrometeoritos y estudiar la radiación, los campos magnéticos y las ondas electromagnéticas de baja frecuencia en el espacio.
Inicialmente denominada Pioneer P-1, su cohete portador explotó en las pruebas de ignición previas al lanzamiento real. La sonda todavía no estaba colocada en el cohete, así que tras cambiar de nombre y pasar a ser denominada Pioneer P-3 le fue asignado otro cohete. El día 26 de noviembre de 1965, a los 45 segundos del lanzamiento la cofia de plástico del cohete se rompió, exponiendo a la sonda y a la tercera etapa del cohete a enormes cargas aerodinámicas. A los 104 segundos del lanzamiento se dejó de recibir telemetría de la tercera etapa del cohete debido a su destrucción y a la de la sonda.
Pioneer P-3 tenía forma de esfera de 1 metro de diámetro, con un sistema de propulsión situado en la parte inferior que le daba una altura total de 1,4 metros.